# Pedubast

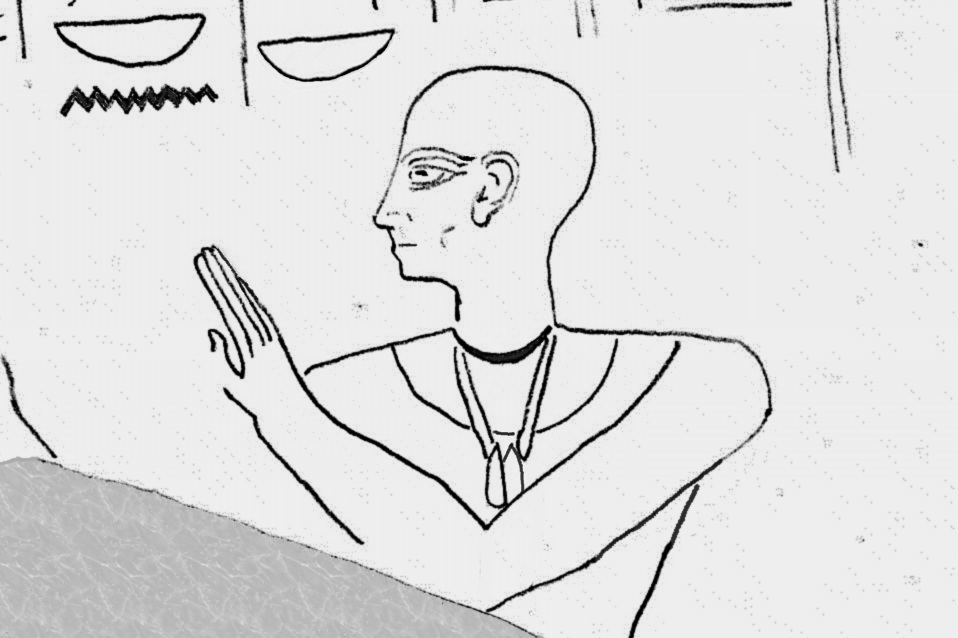
Pedubast in Grab TT391

Pedubast war ein hoher altägyptischer Beamter, der in der Spätzeit lebte. Er war Vorsteher von Oberägypten, Bürgermeister der südlichen Stadt (Ḥ3.tj-ˁ-n-Njwt-rst = Hati-a-en-Niut-reset) (gemeint: Theben) und Obervermögensverwalter der Gottesverehrerin. Mit der letzteren Position verwaltete er die Güter der Gottesgemahlin des Amun, bei der es sich um die mächtigste Person im Theben der Spätzeit handelte. In diesem Amt folgte er Padihorresnet.
Pedubast ist bisher nur aus dem thebanischen Grab TT391 in Scheich Abd el-Qurna bekannt, das einer Person Namens Karabasken gehört. In dieser Grabanlage ließ sich auch Pedubast bestatten und einen Türrahmen mit seinem Namen und seinen Titeln beschriften. Weitere Inschriften mit seinem Namen finden sich in anderen Teilen der Grabanlage.